# USS George H. W. Bush (CVN-77)
USS George H. W. Bush (CVN-77) je letadlová loď Námořnictva Spojených států třídy Nimitz, která působí v aktivní službě od roku 2009. Jedná se o desátou a poslední jednotku této třídy, po níž již bude následovat plavidlo nové třídy Gerald R. Ford. Loď je pojmenována podle 41. prezidenta USA George H. W. Bushe, který byl námořním pilotem ve druhé světové válce.

## Stavba

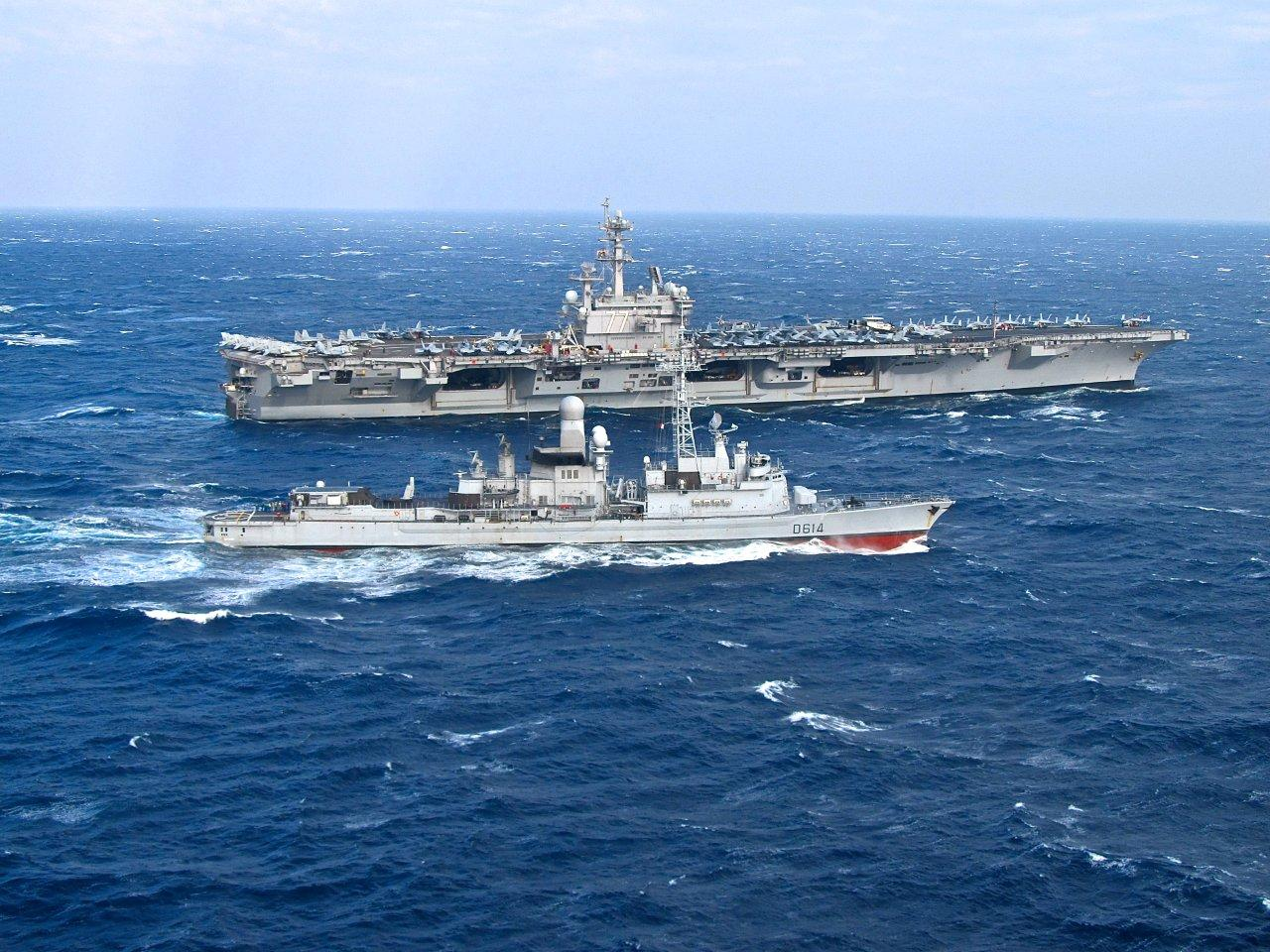
Francouzský torpédoborec Cassard (D614) s letadlovou lodí USS George H. W. Bush

Stavba lodi byla zahájena 6. září 2003 v loděnici Northrop Grumman v Newport News. Loď byla pokřtěna 7. října 2006, o dva dny později byla spuštěna na vodu, dokončena byla v roce 2009, přičemž celkové náklady dosáhly částky 6,2 miliardy dolarů. Do aktivní služby byla zařazena 10. ledna 2009.

## Služba

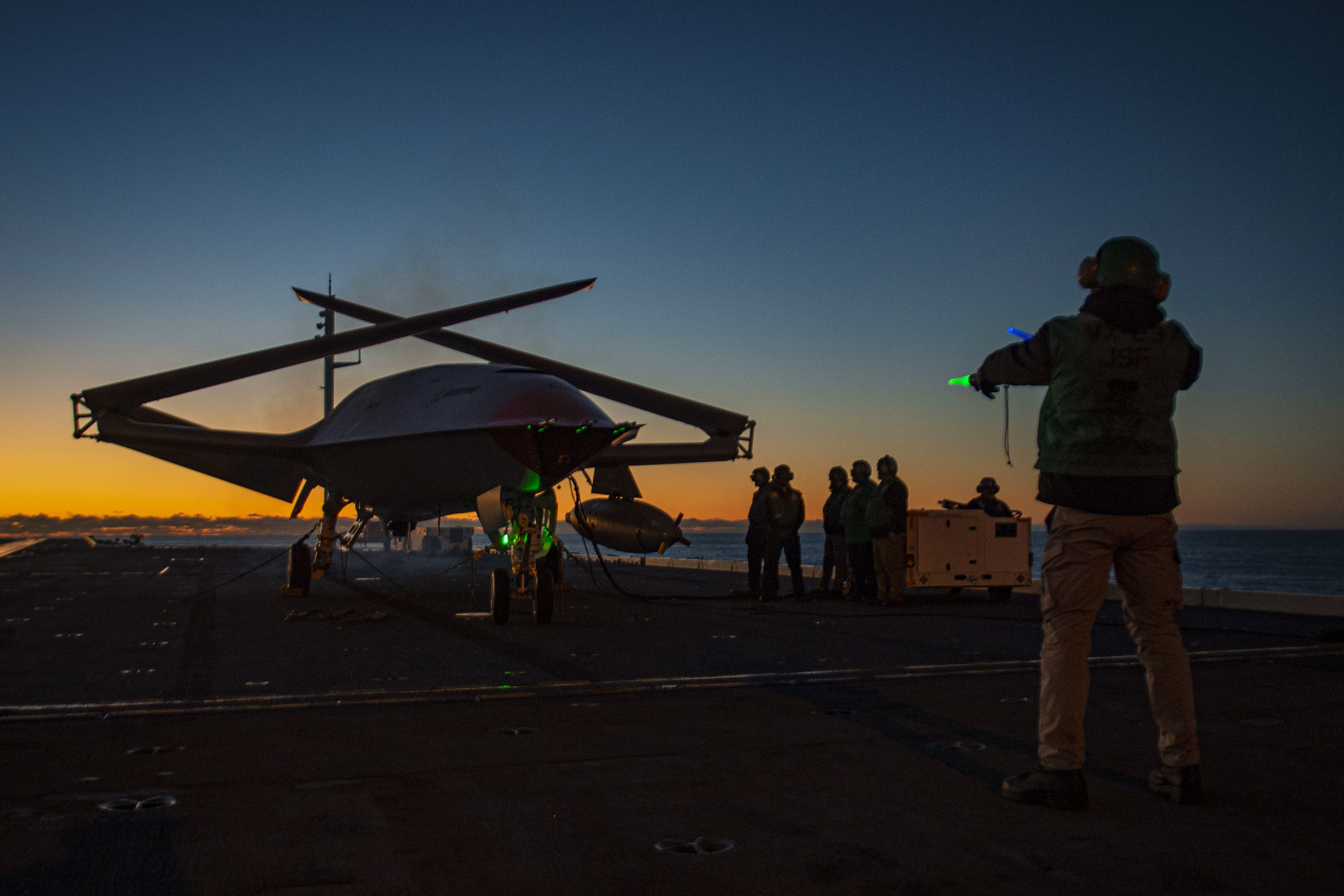
Bezpilotní letadlo MQ-25 Stringray na letové palubě USS George H. W. Bush

Jejím domovským přístavem je Naval Station Norfolk ve Virginii. Prvního nasazení se dočkala v roce 2011, kdy byla zařazena do druhé úderné skupiny, kterou kromě letadlové lodi USS George H. W. Bush (CVN-77) tvořily také raketové křižníky USS Gettysburg (CG-64) a USS Anzio (CG-68) a raketové torpédoborce USS Truxtun (DDG-103) a USS Mitscher (DDG-57). Cesta úderné skupiny proběhla od 11. května do 10. prosince 2011 a vedla k západoevropskému pobřeží, do Středozemního, Jaderského a Černého moře a Adenského a Perského zálivu.
V srpnu 2024 bylo plavidlo jako první americká letadlová loď vybaveno řídícím centrem pro ovládání dronů Unmanned Air Warfare Center (UAWC). Centrum slouží k řízení provozu bezilotních tankovacích letounů Boeing MQ-25 Stingray, či perspektivních bojových dronů Collaborative Combat Aircraft (CCA). Americké námořnictvo plánuje vybavit podobnými centry všechny své letadlové lodě.